# Qiaoxi
Qiaoxi (en chino, 桥西; pinyin, Qiáoxi (escuchar)ⓘ) es un distrito urbano bajo la administración directa de la Prefectura Zhangjiakou  en la Provincia de Hebei, República Popular China.  Su área es de 210 km² y su población total para 2010 superó los 287 mil habitantes. 

## Administración
Desde julio de 2023, el  Distrito Qiaoxi se divide en 11 pueblos que se administran en 7subdistritos y 4   poblados.

## Toponimia
El topónimo Qiaoxi [/chiáo-xi/] significa ' occidente del puente'. Durante el reinado Wanli de la dinastía Ming (1600), se construyó el Puente Pudu (普渡桥) sobre el río Qingshui (清水) , de allí surgieron los nombres de los distritos Qiaodong ([lado] oriental del puente) y Qiaoxi ([lado] occidental del puente). Por lo tanto, el área está ubicada en la mitad occidental de la ciudad de Zhangjiakou y en el lado occidental del río Qingshui.